# Esclavage dans la Rome antique

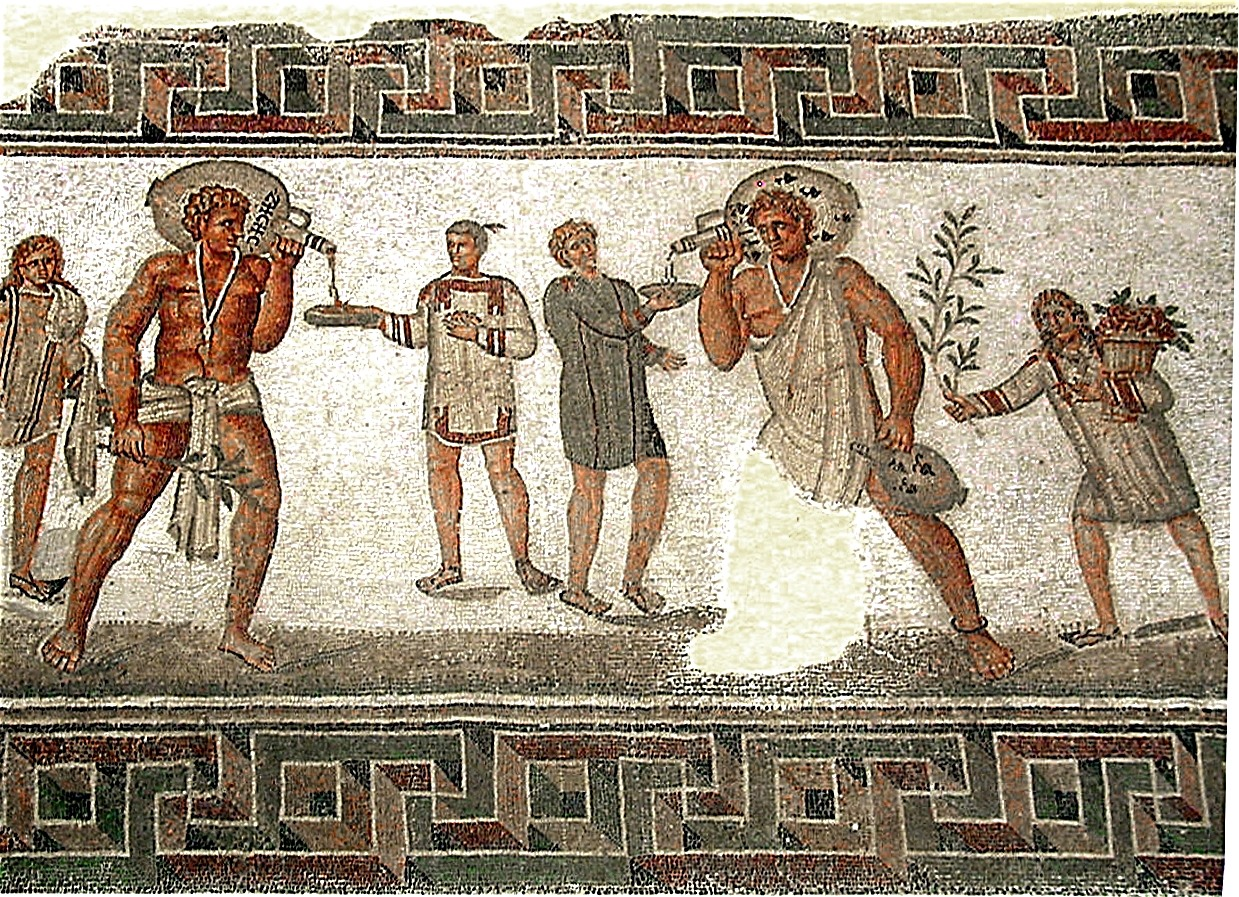
Mosaïque romaine de Dougga, Tunisie (IIe siècle apr. J.-C.): les deux esclaves portant des jarres à vin sont vêtus de vêtements typiques d'esclaves. Ils ont une amulette contre le mauvais œil sur un collier ; le garçon esclave à gauche porte de l'eau et des serviettes, et celui de droite une branche et un panier de fleurs.

L'esclavage dans la Rome antique joue un rôle important dans la société et l'économie. Outre le travail manuel, les esclaves accomplissaient de nombreux services domestiques et pouvaient être employés à des emplois et professions hautement qualifiés. Les comptables et les médecins étaient souvent des esclaves. Les esclaves d'origine grecque en particulier peuvent être très instruits. Les esclaves non qualifiés ou condamnés à l'esclavage comme punition travaillaient dans les fermes, dans les mines et dans les moulins.
L'esclavage fait référence à la condition des non-libres (appelés servi, singulier servus), considérés juridiquement comme des meubles (objets). Ainsi, les esclaves sont considérés comme des biens en droit romain et n'ont aucune personnalité juridique. La plupart des esclaves ne seront jamais libérés. Contrairement aux citoyens romains, ils peuvent être soumis à des châtiments corporels, à l'exploitation sexuelle (les prostituées étaient souvent des esclaves), à la torture et à des exécutions sommaires. Au fil du temps, cependant, les esclaves ont obtenu une protection juridique accrue, y compris le droit de porter plainte contre leurs maîtres.
Une des principales sources d'esclaves est l'expansion militaire romaine pendant la République. L'utilisation d'anciens soldats ennemis comme esclaves conduit à une série de rébellions armées en masse, les guerres serviles, dont la dernière fut dirigée par Spartacus. Pendant la Pax Romana du début de l'Empire romain (1er-IIe siècles après J.C.), l'accent est mis sur le maintien de la stabilité, et le manque de nouvelles conquêtes territoriales a asséché cette ligne d'approvisionnement de la traite des êtres humains. Pour maintenir une main-d'œuvre asservie, des restrictions légales accrues sur la libération des esclaves ont été mises en place. Les esclaves évadés seraient traqués et renvoyés (souvent pour une récompense). Il y a également eu de nombreux cas de pauvres vendant leurs enfants à des voisins plus riches comme esclaves en période de difficultés.

## Les sources de l'esclavage

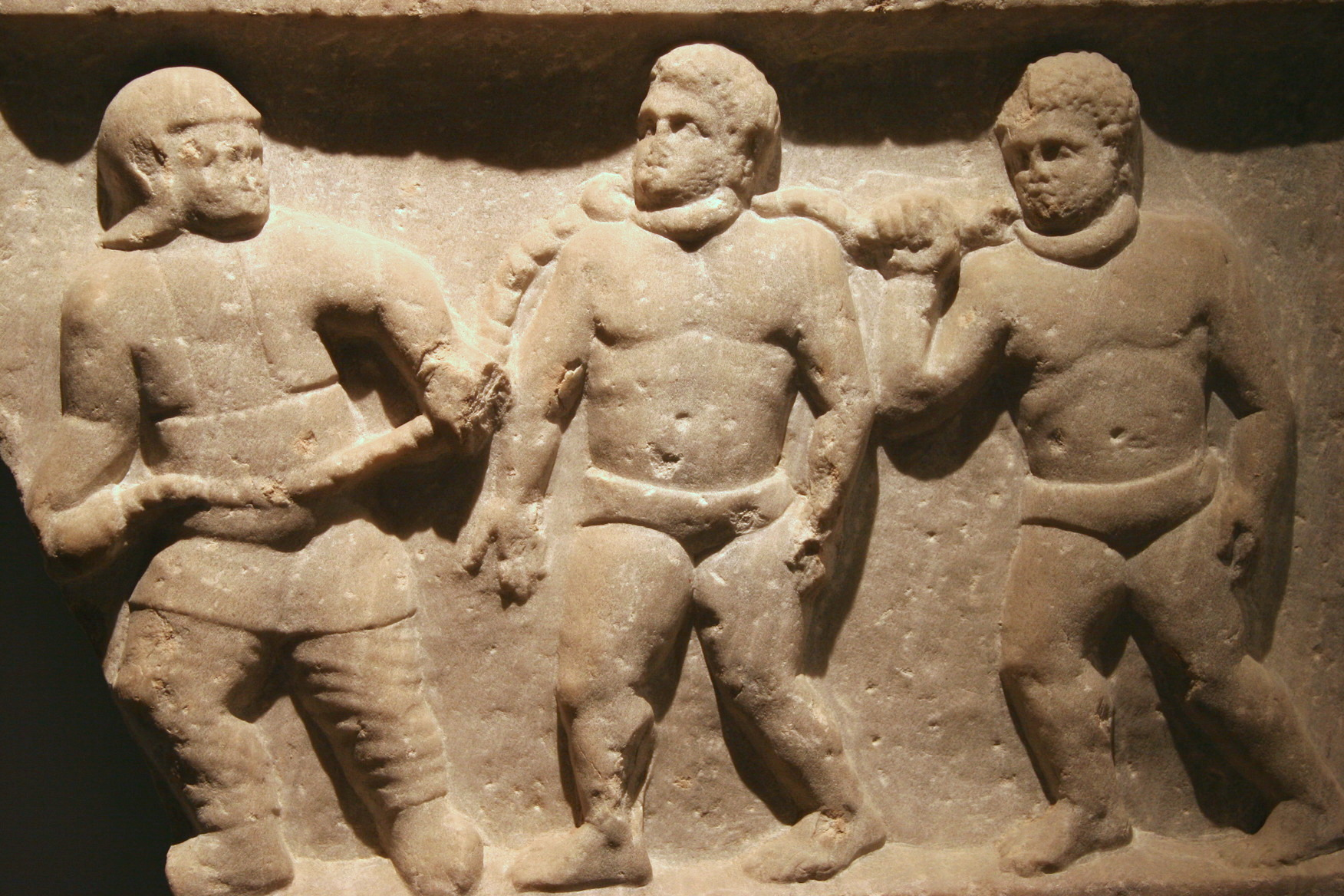
Relief de Smyrne (aujourd'hui İzmir, Turquie) représentant un soldat romain conduisant des captifs enchaînés.

La distinction (summa divisio) entre homme libre et esclave est établie dans les Institutes de Gaïus, la summa divisio de iure personarum est fondatrice du droit romain.
La source principale de l'esclavage provient des conquêtes de la guerre. Le vaincu était mis à la merci du vainqueur qui, dans les cas extrêmes, détruisait littéralement la cité et le bourg du conquis en abattant l'enceinte de la ville ou en rasant les édifices publics.
La séparation de leur cité d'origine, et donc de leur citoyenneté, signifiant la perte de la jouissance des droits civiques selon le droit romain, justifiait alors leur caractérisation comme des prisonniers de guerre d'abord, puis des choses (res). 
En droit romain la guerre rendait res nullius les ennemis et tout ce qui leur appartenait, c'est-à-dire sans maître et donc appropriable par tout un chacun. Le prisonnier acquis par un maître devenait sa propriété, et lui était lié par le lien indissoluble du mancipatio, il devenait res mancipi.
La deuxième source importante d'esclavage est la naissance : est esclave celui qui naît de mère esclave. En effet, même si les juristes romains ont finalement accepté le fait que l'enfant d'un esclave ne peut pas être assimilé au fruit issu d'un frugifère (arbre fruitier), ils n'en ont jamais tiré la conséquence que l'enfant naît libre.
Enfin, la perte de la liberté était aussi prévue en guise de sanction pour certains délits graves, comme la désertion ou le non-remboursement.
Un esclave était une personne non libre ; il était sous la domination d'une autre personne, généralement un pater familias qui n'a eu droit de vie et de mort sur lui qu'à l'époque archaïque. La summa divisio romaine de la condition juridique des personnes repose en effet sur le critère de liberté : "suivant la division générale du droit des personnes, tous les hommes sont libres ou esclaves" (Institutes; I, 3, pr). Le terme « manus » symbolisait la domination du maître sur l'esclave, au même titre que la domination du mari sur sa femme. Sa condition réelle était cependant variable, selon la proximité du maître : les esclaves agricoles des villae ou des mines étaient très mal traités, tandis que les esclaves domestiques (ancillae) qui côtoyaient la famille étaient plutôt favorisés et très souvent affranchis à terme. Néanmoins, il est indispensable de noter que, si tous les hommes sont des personnes, tous les esclaves sont des choses (lat. res)(Institutes, II, 2, §1). Les punir injustement était considéré comme une infraction ; ce qui n'empêchait pas les esclaves d'être maltraités s'ils étaient fainéants, comme le montre ce passage d'une pièce de théâtre de Plaute, Pseudolus :
« 
Sortez, allons, sortez fainéants, maudite possession, maudite acquisition, dont pas un n'a jamais eu à l'esprit d'agir correctement et avec lesquels on ne peut avoir d'autre façon d'agir de la sorte [il les bat]. Et moi je n'ai jamais vu de tels hommes ou plutôt de tels ânes, tant leurs côtes sont endurcies par les coups ; et quand on les frappe, on se fait davantage mal à soi-même. En effet, avec une telle nature, ils usent les fouets, eux qui n'ont que ces idées en tête : dès que l'occasion se présente, dérobent, volent, cachent, harponnent, boivent, mangent, fuient. Voilà quel est leur service : aussi vaudrait-il mieux laisser comme gardiens des loups dans la bergerie que de tels individus dans la maison ! Et pourtant, à voir leur visage, ils n'ont pas l'air mauvais ; mais c'est dans leur travail qu'ils vous trompent ! »
— Plaute, Pseudolus, I, 2
Le statut social d'un homme se mesurait à son nombre d'esclaves. Le prix de l'esclave a beaucoup varié selon les époques et les lieux mais se situait, en moyenne, aux alentours de 2000 sesterces ; son entretien revenait à 300 sesterces par an. Tout enfant issu d'au moins un parent esclave l'était aussi.
Les esclaves travaillaient tous les jours sauf pendant les festivités des saturnales en décembre et les compitalia en janvier.

### Affranchissement
Dans la Rome antique, un affranchi (latin : libertus ou libertinus) est un esclave qui a été affranchi, c'est-à-dire libéré par son maître. Cependant, il demeure client : il ne jouit pas de tous les droits de l'homme libre (citoyen). Ses enfants seront des hommes libres à part entière. L'esclavage est donc tempéré par l'affranchissement : celui-ci est une étape intermédiaire entre l'esclavage et la liberté (libertus).
Un esclave pouvait aussi devenir affranchi par décision judiciaire à la suite de trop mauvais traitements de son maître .
Quelquefois, lorsque le maître mourait, il laissait un acte d'affranchissement pour un de ses esclaves dans son testament. Il pouvait être donné par la famille du maître défunt.
À Rome, cette pratique est courante puisque, en moyenne, un tiers d'une génération d'esclave finit par être affranchi.  Rien n'empêche le maître d'affranchir par écrit ou par ses moyens pour un esclave particulièrement serviable.

### Être asservi

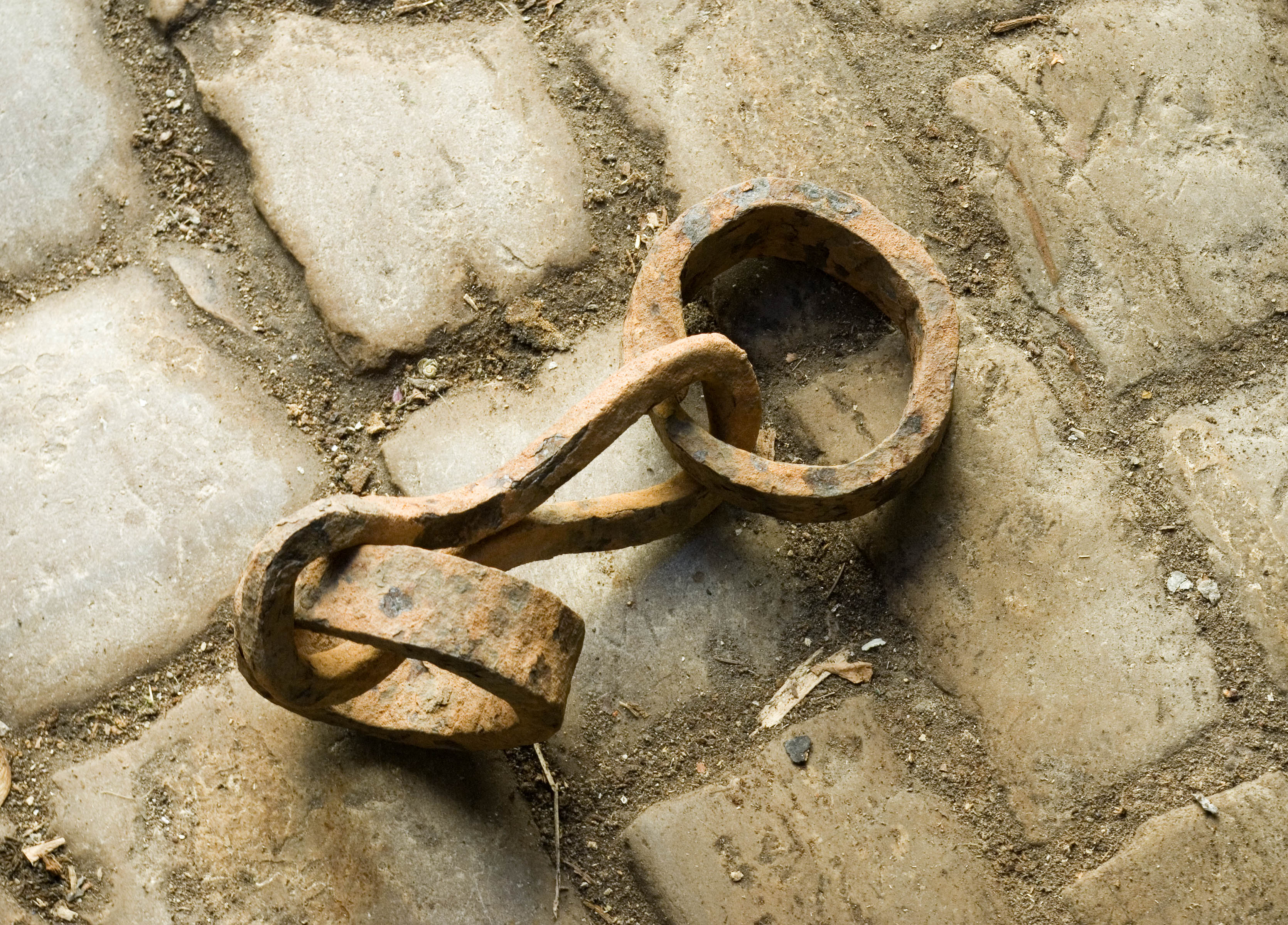
Fer d'esclave.

On devenait esclave pour dettes, en tant que prisonnier de guerre, à la suite d'un acte de piraterie, par déchéance civique, par traîtrise, en raison d'une mauvaise conduite ou encore en étant un enfant d'esclave. Un enfant abandonné et recueilli pouvait également devenir esclave. Contrairement à l'esclavage en Grèce antique, où le statut d'esclave pouvait être considéré, par exemple chez Aristote, comme celui du ressortissant d'une espèce de droit naturel (certains hommes étant considérés comme esclaves), l'esclavage à Rome était considéré comme l'effet d'une institution juridique et d'un fait empirique (conquête, naissance d'un esclave, etc.).

## Historique

### Période de la République
Jusqu'au IIIe siècle avant l'ère commune, un Romain de la République peut devenir esclave pour dettes : c'est le nexum. Jusqu'à son abolition, ce type d'asservissement provoque le mécontentement de la plèbe. L'esclave romain est décrit par Plaute comme un membre de la famille, l'esclavage était semble-t-il de type patriarcal.

Mosaïque représentant deux esclaves (ancillae) assistant leur maîtresse.

Le nombre des esclaves prisonniers de guerre augmente fortement (leur nombre passe à 15 ou 20 %) au IIe siècle av. J.-C. et leur intégration dans les latifundia, les transforment en hommes-machines comme le décrit Caton l'Ancien.
La majorité des campagnes militaires se traduisent par l'importation de grandes quantités d'esclaves, c'est parfois le sort de toute une population vaincue, comme lors de la destruction de Carthage en 146 av. J.-C. Une autre source d'esclaves est la piraterie. Ceux-ci sont notamment revendus sur le marché du port franc de Délos. Jusqu'au Ier siècle av. J.-C., les pirates sont parmi les principaux fournisseurs de Rome pour son marché aux esclaves et sont donc tolérés. Mais leur développement et le fait qu'ils se mettent à opérer leurs razzias jusqu'en Italie, décide Rome à adopter la Lex Gabinia qui donne à Pompée les pouvoirs extraordinaires pour lutter contre les pirates. Ce dernier débarrasse pratiquement la Méditerranée des pirates, faisant exécuter leurs chefs (décapitation, crucifiement). 
En fait le statut de l'esclave romain est ambivalent : il est à la fois homme et marchandise. Sa valeur monétaire incite le maître à en prendre soin afin que son investissement soit rentable. De même, le maître a des devoirs envers son esclave : le nourrir, le vêtir et le loger. Les privations sont le châtiment le plus courant, mais les coups, les mutilations, ou même, à certaines époques, la mort, peuvent être pratiqués en toute impunité. Caton l'Ancien, que ses contemporains considéraient comme dur, voire excessif, disait : « L'esclave doit travailler ou dormir ».
La situation de l'esclave romain varie beaucoup selon son affectation :
- l'esclave rural exécute les travaux agricoles. Sa condition est pénible, surtout dans les grands domaines agricoles (agricola). Les révoltes d'esclaves de la Rome républicaine sont qualifiées de guerres serviles ou révoltes ancillaires, et sont issues des régions d'agriculture intensive : Sicile, Campanie. La plus célèbre fut celle menée par le gladiateur Spartacus en 72 av. J.-C. Spartacus vainquit plusieurs armées romaines avant d'être à son tour vaincu. La répression féroce servit d'exemple dissuasif.

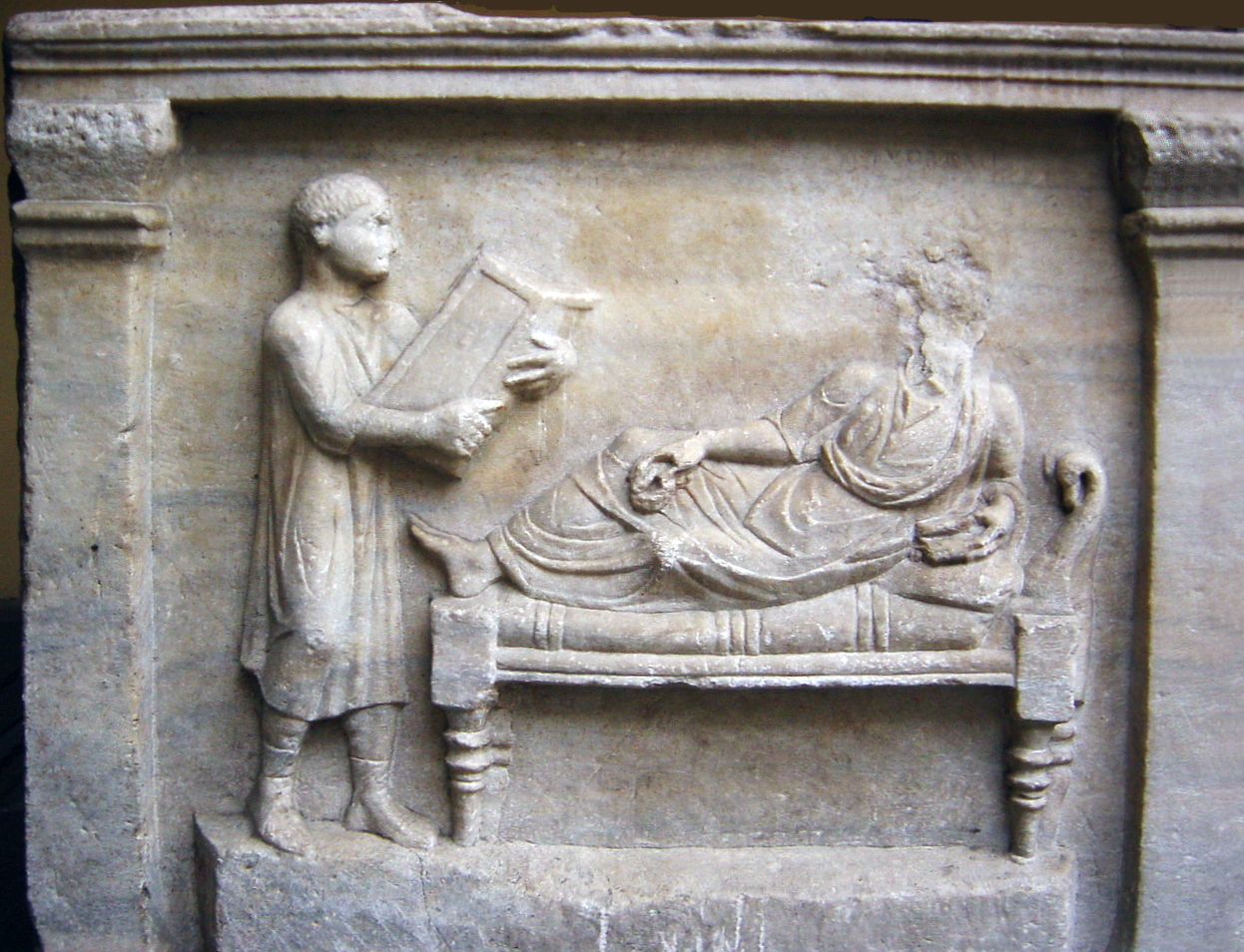
Un esclave apporte à son maître les tablettes pour écrire
Détail du sarcophage de l'avocat romain "Valerius Petronianus"

- l'esclave en ville est généralement mieux loti, la preuve en est que le maître, possesseur d'esclaves ruraux et d'esclaves en ville, s'il est mécontent d'un esclave de ville, le menacera pour l'intimider avant de le punir, de l'envoyer à la campagne. Dans les maisons modestes, les quelques esclaves étaient proches du maître et faisaient plus ou moins partie de la famille. Dans les grandes maisons (domus), les tâches nombreuses et variées permettent une spécialisation, distinguant des emplois « nobles » (magister) : secrétaire, comptable, pédagogue, etc. et des emplois ménagers mineurs (minister). De nombreux locuteurs grecs esclaves étaient précepteurs : l'esclave et philosophe stoïcien Épictète fut élève, alors qu'il était esclave, de Musonius Rufus. La prostitution, peu évoquée par les historiens, est une réalité constatée par exemple à Pompéi par les graffitis et les lupanars.
- l'esclave public (servus publicus) appartient à l'« État » (la cité ou Rome). Il assure les tâches d'intérêt général, et travaille pour les services municipaux : là encore, les situations sont contrastées selon que l'on est affecté à la voirie, au service des bâtiments publics, ou au contraire aux tâches administratives.
- les esclaves qui travaillent dans les mines sont les plus maltraités. Au bas de l'échelle sociale, les esclaves affectés aux mines sont de véritables forçats. Ce travail est en général prévu pour des esclaves récalcitrants, récidivistes ou inadaptables, qui peuvent être aussi loués par leur maître en punition.

Les Romains de la République connaissaient un système incitatif pour l'esclave : c'est le peculium (d'où vient le mot pécule), c'est-à-dire l'épargne que se constitue l'esclave sur les gains d'une activité le plus souvent artisanale ou commerciale. En droit, le peculium appartient au maître, mais l'esclave en dispose à terme afin de pouvoir, éventuellement, racheter sa liberté.

### PrincipatetHaut-Empire

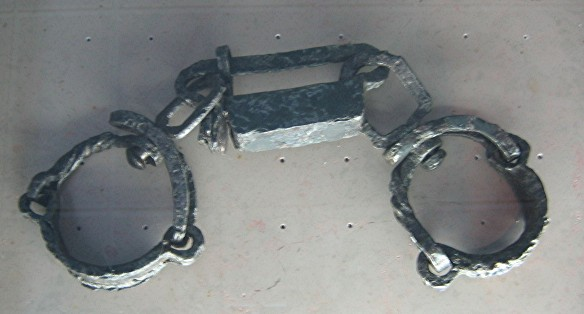
Entraves d'esclave. Musée de la civilisation celtique, Bibracte.

Les lois romaines évoluent avec le temps, et vers le Ier siècle av. J.-C. le maître perd son droit de vie et de mort sur son esclave. Sous l'Empire romain, les lois améliorent la situation de l'esclave, certains mauvais traitements sont interdits et lourdement condamnés, il est également interdit de revendre un esclave vieux dans le but de s'en débarrasser. Les conditions de vie de l'esclave rural s'améliorent légèrement (plus aucune guerre servile n'a lieu), car l'approvisionnement massif en esclaves lors des grands conflits s'est tari.
On distingue alors une nouvelle catégorie d'esclaves : les esclaves impériaux. Propriété de l'empereur, ils travaillent au sein de ses domaines et servent dans les palais comme les précédentes catégories, mais investissent également les postes de l'administration d'État, soit comme esclaves soit comme affranchis.
Selon Marc Ferro, la population totale de l'Italie sous Auguste s'élevait approximativement à 7 500 000, dont 3 millions d'esclaves. Plusieurs centaines de milliers d'hommes, femmes et enfants sont réduits en esclavage chaque année dans les pays conquis et mis au service de la machine agricole et industrielle de l'empire.
Le développement de l'affranchissement offre une espérance de sortie de la condition d'esclave. Il devint usuel dans les grandes maisons que le maître affranchisse dans son testament une partie des esclaves de la maisonnée. La pratique de l'affranchissement dans la période impériale romaine est courante, au point d'engendrer sous Auguste un impôt sur les affranchissements et un plafonnement du nombre de ceux-ci accordés par les testaments.
Les premières lois qui protègent les esclaves arrivent avec Hadrien. Leur condition s'améliore peu à peu, surtout sous l'influence du stoïcisme.
Dans la Rome de la fin de la République et du Haut-Empire, les esclaves ne sont pas exclus de la religion civique, mais au contraire participent aux sacrifices publics et à différents cultes.

### Bas-Empire
L'esclavage est moins important sous le Bas-Empire car l'approvisionnement en esclaves devient plus difficile : les guerres de conquêtes sont terminées. L'offre d'esclaves tend à baisser, nous pouvons donc supposer que le prix augmente. Néanmoins, l'esclavage persiste encore : tout riche citoyen romain se doit d'avoir des esclaves familiers pour veiller à ses besoins quotidiens et surtout démontrer son statut de propriétaire. L'esclavage n'est pas relayé par le système du colonat, le colonat est un statut surtout fiscal : le colon doit rester sur ses terres pour les cultiver et ainsi payer le fisc, ce n'est pas un esclave. Néanmoins, les auteurs anciens, aristocrates et issus d'une société très hiérarchisée, perçoivent ce statut négativement en partie à cause de ses humbles origines.
Cela n'empêche pas des révoltes d'esclaves nommés bagaudes. Ces révoltes concernent une partie des Gaulois et il est clair dans Salvien qu'il existait une certaine variété d'origine sociale parmi les Bagaudes. Cela ne semble guère étonnant : cette révolte est en effet une excellente occasion d'échapper à leur condition. Les guerres au Bas-Empire sont pour les esclaves une opportunité, celle-ci leur permettent de s'échapper.
Au IVe siècle, l'Empire Romain devient chrétien, sans que le principe de l'esclavage ne soit remis en cause. Notons qu'aucune discussion ne sera nécessaire pour établir que l'esclave possède une âme et peut être baptisé, question qui sera posée ultérieurement.
À la chute de l'Empire romain d'Occident, l'esclavage perdure, mais régresse dans une économie essentiellement rurale. Le servage médiéval le remplace. Seule l'Espagne wisigothique garde, jusqu'à l'invasion musulmane, une importante population servile, maintenue par une législation très dure, et ce malgré l'opposition des populations.

## Révoltes d'esclaves

### Guerres serviles
Les révoltes d'esclaves peuvent se traduire par des insurrections armées de grande ampleur. La plus connue est la troisième guerre servile, menée par Spartacus en -70. Aucune guerre servile n'est attestée sous le Principat (fin du Ier siècle av. J.-C. - IIIe siècle).

### Révoltes individuelles
Certaines rébellions d'esclaves peuvent se traduire à une échelle individuelle, notamment par l'assassinat du maître. Le danger causé par ces meurtres était source d'inquiétude pour les propriétaires, notamment dans l'aristocratie. On peut par exemple citer :
- en 61 l'assassinat de Lucius Pedanius Secondus, préfet de Rome, en représailles duquel tous ses 400 esclaves sont exécutés[13];
- en 101 l'assassinat de Larcius Macedo (de) décrit dans une lettre de Pline le Jeune[13].

## Chiffres
Un des centres les plus importants de vente d'esclaves se trouve sur l'île de Délos.
- 150 000 esclaves épirotes en 167 av. J.-C.
- 150 000 esclaves cimbres et teutons en 104 av. J.-C.
- 50 000 esclaves lors de la prise de Carthage en 146 av. J.-C.
- 400 000 à 1 million d'esclaves à la suite de la guerre des Gaules de Jules César[15],[14] en 52 av. J.-C.
- 150 000 esclaves se révoltent avec Spartacus en 73 av. J.-C.

## Évocations artistiques modernes

Quelques représentations artistiques
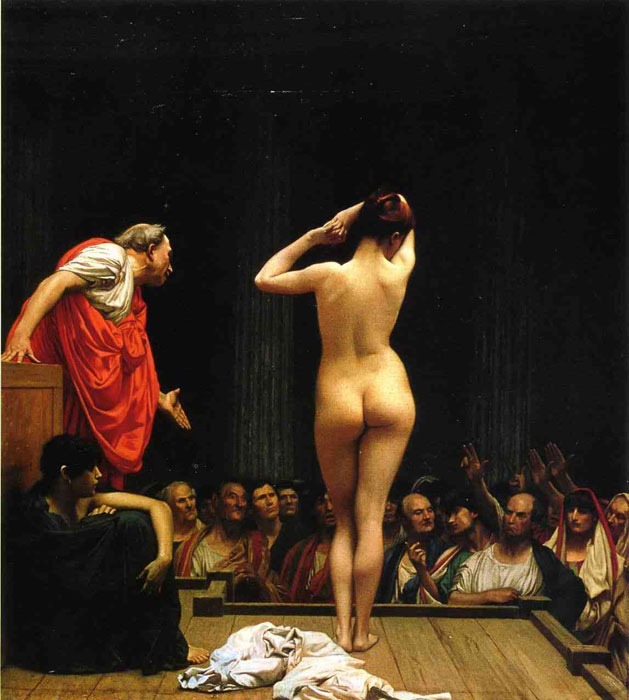
Jean-Léon Gérôme, Marché romain aux esclaves, 1886
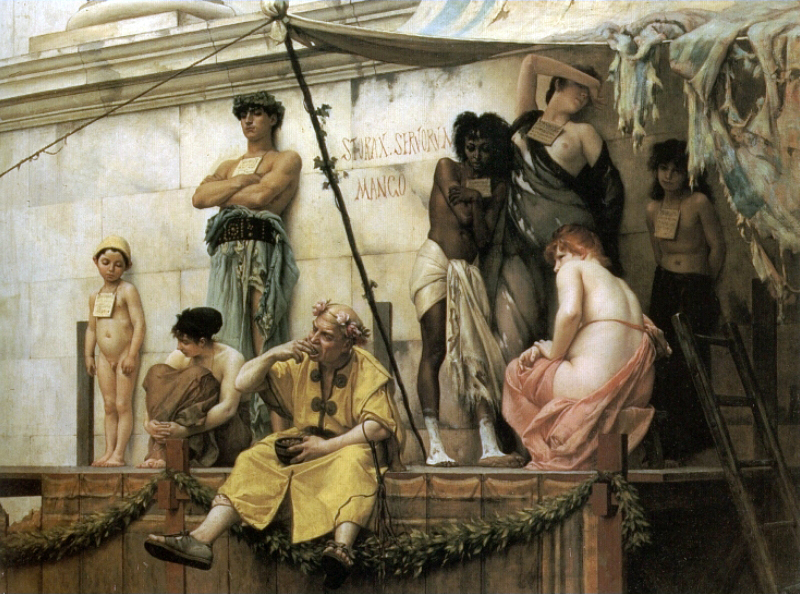
Gustave Boulanger, Le marché aux esclaves, 1886
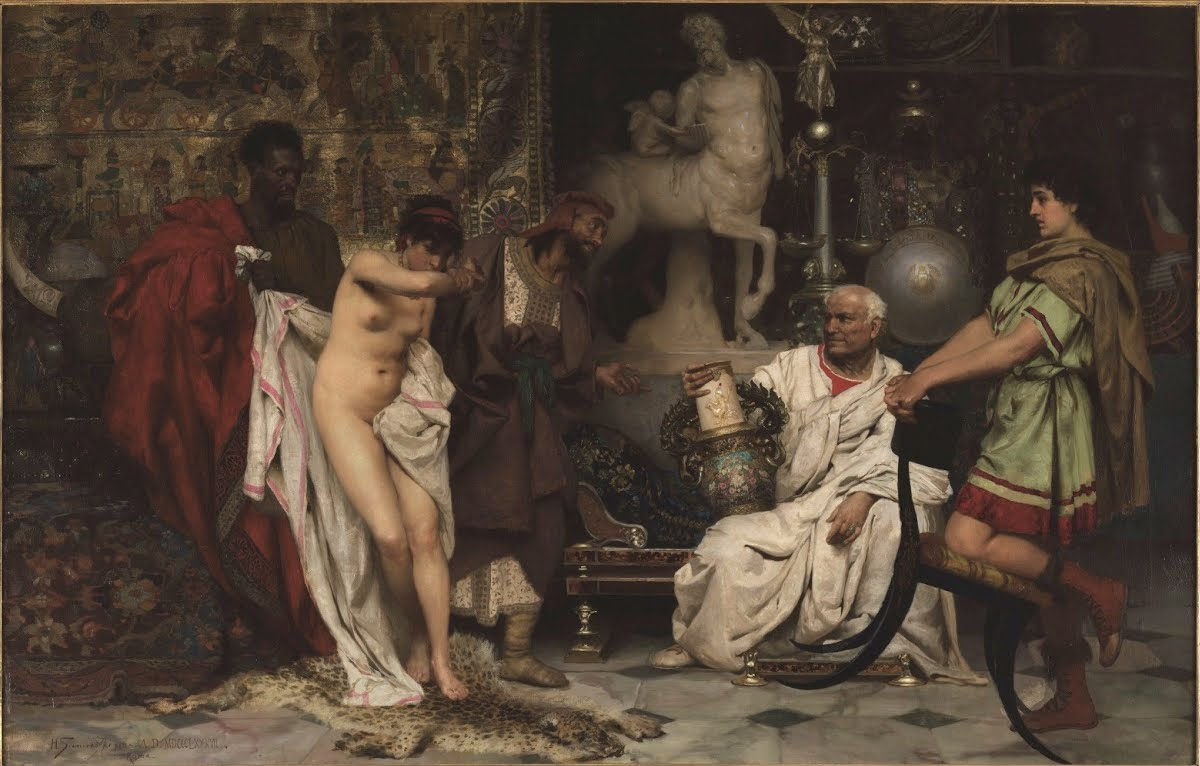
Henryk Siemiradzki, La fille ou le vase ?, 1887